# Oscar Behogne
Oscar Behogne, né à Couillet le 2 février 1900 et mort à Nalinnes le 13 décembre 1970, est un homme politique belge, membre du Parti social-chrétien (PSC). Il a été ministre des Travaux publics, de la Reconstruction, du Travail et de la Prévoyance sociale.

## Biographie
Oscar Olivier Gillain Behogne, né à Couillet le 2 février 1900, est issu d'un milieu modeste. Il est le fils de Joseph Nicolas Behogne, ouvrier puddleur, et de Marie Gossiaux. Il se marie en premières noces avec Germaine Vermeulen et, après le décès de celle-ci en 1958, avec Marie-Jeanne Lanis.
De 13 à 23 ans, il travaille comme mineur ou ouvrier dans plusieurs charbonnages et usines de Couillet. 
Après son service militaire, il suit les cours de l'École centrale supérieure pour ouvriers chrétiens à Heverlee près de Louvain. En 1925, il devient secrétaire à la Fédération des francs-mineurs de Charleroi et, en 1928, secrétaire général adjoint de la Ligue nationale des travailleurs chrétiens. 
Il se lance alors dans la politique. Il est d'abord élu conseiller communal de Couillet. En 1939, il est élu député de Charleroi à la Chambre des représentants et y sera réélu jusqu'en 1964. 
Durant la Seconde Guerre mondiale, il rejoint la Résistance belge comme chef provincial de l'armée de libération et adjudant des Services de renseignement et d'action. À la suite de sabotages de voies ferrées, il est arrêté le 18 mai 1943 par la Gestapo. Il fait l'expérience de plusieurs camps de concentration notamment à Vught, Sachsenhausen et Ravensbrück. Il est libéré par les armées alliées au camp de Malchow et rentre en Belgique le 30 mai 1945.
Du 20 mars 1947 à août 1952, il est successivement nommé ministre PSC-CVP dans les gouvernements Spaak III (Travaux publics), Spaak IV (Travaux publics), Eyskens I (Travail et Prévoyance sociale), Duvieusart (Travail et Prévoyance sociale), Phollien (Travaux publics) et Van Houtte (Travaux publics et Reconstruction). On le retrouve ensuite ministre du Travail dans le gouvernement Gaston Eyskens III. En avril 1961, il est élu vice-président de la Chambre des Représentants. En 1964, il ne se représente plus aux législatives et s'investit désormais dans la politique communale de Nalinnes dont il est élu bourgmestre en 1965. En 1962, il est président de la Fédération des mutualités chrétiennes de Charleroi et ce, jusqu’au 1er mai 1969.
Le 13 décembre 1970, il décède à son domicile à Nalinnes et est inhumé au cimetière de Nalinnes-Haies.

## Distinctions
Il est nommé ministre d'État en octobre 1966.
À cela, s'ajoutent de nombreuses distinctions honorifiques:
- Grand-croix de l'ordre de la Couronne (Belgique) ;
- Grand-croix de l'ordre de Léopold II (Belgique) ;
- Grand officier de l'ordre de Léopold (Belgique) ;
- Croix de guerre 40-45 avec palmes (Belgique) ;
- Croix du prisonnier politique 40-45 (Belgique) ;
- Grand-croix de l'ordre de la Couronne de chêne (Luxembourg) ;
- Grand-croix de l'ordre d'Orange-Nassau (Pays-Bas) ;
- Grand officier de l'ordre du Mérite de la République italienne‎ ;
- Commandeur de la Légion d'honneur (France) ;
- Commandeur de l'ordre de Saint-Grégoire-le-Grand (Vatican).

## Hommages
- Dans le village de Nalinnes, un square porte son nom.